# Phoenix (Südafrika)
Phoenix ist ein Ort in der südafrikanischen Provinz KwaZulu-Natal. Er ist Teil der Metropolgemeinde eThekwini.

## Geographie
2011 hatte Phoenix 176.989 Einwohner. Phoenix wird zu 85 % von Indern bewohnt. Nach Durban im Südosten sind es rund 20 Kilometer. Westlich liegt Inanda, nordöstlich Verulam, südöstlich Umhlanga und südwestlich KwaMashu, alles Ortschaften von eThekwini.

## Geschichte
Phoenix entstand als Siedlung für Arbeiter einer Farm für Zuckerrohr. 1904 gründete Mahatma Gandhi, der seit 1893 in Durban gelebt hatte, am Nordwestrand Inandas nahe der Grenze zum heutigen Phoenix das Phoenix Settlement, eine dorfähnliche Siedlung, von der aus Gandhi seine Bewegung des Satyagraha lenkte.
Mit Inkrafttreten des Group Areas Act war Phoenix Indern vorbehalten. 1976 wurde Phoenix als Township proklamiert.

## Wirtschaft und Verkehr
Phoenix Industrial ist ein großes Gewerbegebiet im Südwesten. Dort produziert unter anderem der Getränkehersteller SABMiller.
Die Motorways M25, M26 und M41 schließen Phoenix an das Straßennetz an. Dabei führt der M26 etwa halbkreisförmig als Phoenix Highway durch den Ort. Phoenix wird von der Northern Coast Line der Metrorail Durban bedient.